# Waldkirchen/Erzgeb.
Waldkirchen/Erzgeb. is een plaats en voormalige gemeente in de Duitse deelstaat Saksen, en maakt deel uit van de gemeente Grünhainichen in het district Erzgebirgskreis.

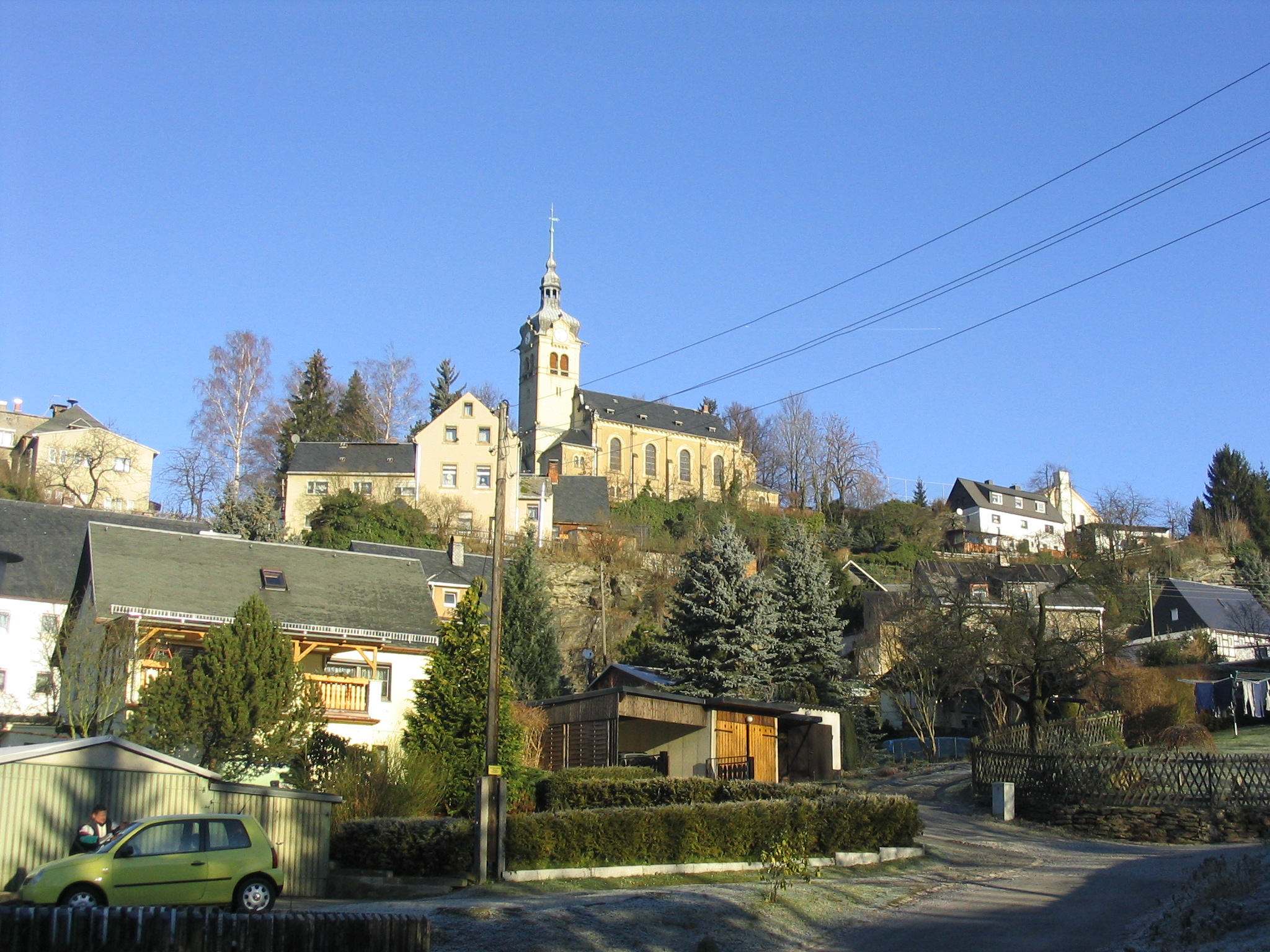
Zicht op de kerk van Waldkirchen/Erzgeb.